# Jaroslav Svoboda (hoteliér)
Jaroslav Svoboda (* 2. září 1973 Brno) je český podnikatel, hoteliér a majitel společnosti Czech Inn Hotels.

## Vzdělání a profesní začátky
Ve službách pracoval od svých 18 let. Prošel praxí několika hotelů a restaurací v Praze i v zahraničí (absolvent střední hotelové školy v Praze a odborného učiliště v Lomnici u Tišnova).
Několik let působil na řadových pozicích číšníka, kuchaře, později recepčního supervisora.
Následně pracoval jako F & B manažer v několika restauracích v Praze.
Ve 26 letech přijal pozici obchodního asistenta a po roce a půl se propracoval na sales manažera ve firmě provozující konferenční a společenské centrum v centru Prahy. Následovala pozice ředitele hotelu (70 pokojů) v mezinárodním řetězci.

## Podnikání a éra Czech Inn Hotels
Ve 28 letech začal podnikat a založil s britským partnerem firmu Czech Inn Hotels. Začali s prvním regionálním hotelem, ke kterému následně připojili další. Brzy se stala firma největším řetězcem v regionu s 5 hotely a 3 restauracemi.
V době krize 2008 firma získala první hotel v Praze. Během následujících tří let následovalo přijetí dalších 5 hotelů. V roce 2013 společnost koupila podíl jednoho z hotelů v Praze – hotelu Kempinski, nynější The Grand Mark hotel v budově Paláce Věžníků (Hybernská).
V roce 2015 odkoupili od mezinárodní sítě Dorint současný Don Giovanni, jeden z největších hotelů v Praze. V roce 2016 Czech Inn ubytoval v Praze více než 1 000 000 hostů a stal se největší pražskou hotelovou společností.[zdroj?]
V době pandemie covidu-19 síť přišla s tzv. covid hotely, které obsadili covid-19 pozitivními. V jiném hotelu zřídili ubytovnu, další přestavěli na byty a ty obratem pronajali na dlouhodobé ubytování.
V roce 2022 je součástí řetězce 26 tří až pětihvězdičkových hotelů (2600 pokojů, 6000 lůžek) a několik restaurací. V červnu 2022 řetězec ubytoval 15miliontého hosta v Praze.

## Osobní život
Ve volném čase hraje šachy za pražský tým GROP. Je také členem jeho výboru. Jaroslav Svoboda je také aktivním běžcem.

## Dobročinnost
Jaroslav Svoboda podporuje Give Me Hope, Konto Bariéry, Židovskou obec v Praze a šachovou nadaci Vlastimila Horta.